# Rui Knopfli
Rui Manuel Correia Knopfli, né à Inhambane (Afrique orientale portugaise) le 10 août 1932 et mort à Lisbonne le 25 décembre 1997, est un écrivain mozambicain.

## Biographie
Rui Knopfli étudie en Afrique du Sud et commence sa carrière professionnelle à Lourenço Marques (actuellement Maputo). Dans les années 1970, il dirige le journal mozambicain Tribuna.
Il interagit avec les personnalités intellectuelles les plus importantes de son époque et est ambassadeur du Portugal à Londres. L'intimité, la mélancolie et la conscience de l'esthétique écrite sont les matières les plus récurrentes de son œuvre.

## Œuvres
- O País dos Outros, 1959
- Reino Submarino, 1962
- Máquina de Areia, 1964
- Mangas Verdes com Sal, 1969
- A Ilha de Próspero, 1972
- O Escriba Acocorado, 1978
- Memória Consentida: 20 Anos de Poesia 1959-1979, 1982
- O Corpo de Atena, 1984
- O monhé das cobras, 1997
- Obra Poética, 2003